# Життєвий цикл товару
Життє́вий цикл това́ру — час, упродовж якого товар життєздатний на ринку і забезпечує досягнення цілей продавця. Від життєвого циклу товару залежить рівень прибутку на кожній із його стадій:
1. Впровадження товару на ринок; процес збільшення обсягів продажу товарів, що вже є на ринках, за рахунок більш активної маркетингової діяльності; установлення фірмою заниженої ціни на новий товар, для того щоб залучити якнайбільше покупців і завоювати велику частку ринку. Ця стратегія виправдана за масштабного виробництва, яке дозволяє компенсувати сукупною величиною прибутку втрати на окремому виробі і робить важкодоступним проникнення на ринок дрібних і середніх підприємств з обмеженими фінансовими можливостями. Дана стратегія ефективна за еластичного попиту, а також якщо збільшення масштабів виробництва супроводжується скороченням витрат.
2. Зростання обсягу продажу внаслідок визнання товару покупцями;
3. Стадія зрілості, яка характеризується максимальною прибутковістю; фаза поступового задоволення попиту на даний товар. Головне завдання маркетингової діяльності в цих умовах — зберегти переважне становище товару на ринку якомога довше. Знижуються темпи зростання попиту і стабілізуються обсяги продажу. У цій фазі треба збільшувати витрати на маркетинг-рекламу, підвищувати якість товару, поліпшувати сервіс; можливе зниження цін для підтримки обсягів продажу. Прибутковість торгівлі може бути забезпечена в цій фазі тільки на основі зменшення виробничих витрат. Наприкінці цієї фази вже слід приймати тактичні і стратегічні рішення щодо продукту: чи його подальша модифікація, чи перехід на нову модель.
4. Товар загальноприйнятий та наситив ринок; Характеризується мінімальними затратами при значних прибутках.
5. Спад обсягу продажу і прибутку.

## Етапи розробки товару-новинок

### Генерація ідей
Генерація ідей — це своєрідний пошук можливостей створення товару ринкової новизни. Ідеї створення нових товарів виникають у дослідницьких лабораторіях та конструкторських бюро в результаті проведення опитувань або аналізу скарг споживачів, спостерігання за спорідненими товарами на виставках і ярмарках.

### Відбір ідей
Формулювання напрямів розроблення (ФНР) — формулювання стратегії (пріоритетних напрямів) розроблення, що обґрунтовує вибір пріоритетних напрямів і описує товар/ринки і технологію, на яких потрібно зосередити увагу, і цілі, яких планується досягти
Ідея товару — загальний опис товару, який компанія могла б запропонувати на ринку.
Метою етапу відбору ідеї є: скорочення якомога більшої кількості ідей вилученням усього непридатного.

### Розробка концепцій
Розробка концепції нового товару може складатися з трьох частин.
У першій частині дається опис величин, структури та поведінки цільового ринку, передбаченого позиціювання товару, показників обсягу продажу, частки ринку на декілька найближчих років.
У другій частині подаються загальні відомості про передбачувану ціну товару, загальний підхід до його розподілу та кошторису витрат на маркетинг упродовж першого року.
У третій частині містяться перспективна мета за показниками збуту та прибутку, формування комплексу маркетингу.

### Випробування (перевірка) концепції
Створення прототипу — процес створення на підставі концепції товару перших дослідних зразків, у ході якого стає ясно, чи здійсненні на практиці ідеї, закладені в концепції.
Випробування концепції зводиться до того, щоб подати споживачеві передбачуваний товар і тим самим змінити його ставлення до товару, збудити в нього бажання здійснити купівлю на цьому ранньому етапі розробки.

### Економічний аналіз
Економічний аналіз застосовується для вивчення прогнозів попиту, витрат, конкуренції, потрібних інвестицій, прибутку, ризику.

### Розробка товару
Розробка товару пов'язана з прийняттям рішень про конструкцію товару, упаковку його, товарну марку, перевірку становлення та використання споживачем.
Послідовне розроблення товару — метод розроблення, за якого в кожний момент часу виконується лише одна стадія розроблення в якому-небудь з відділів компанії; після її завершення проект передається для виконання наступної стадії в інший відділ.
Паралельне розроблення товару — метод розроблення, що передбачає тісну співпрацю між різними відділами компанії і об'єднання їхніх зусиль, що дозволяє зекономити час і підвищити ефективність роботи.

При Паралельному розробленні товару багато проблем, які можуть виникнути на більш пізніх стадіях життєвого циклу, виявляються і вирішуються на стадії проектування.

### Пробний маркетинг
Пробний маркетинг здійснюється для того, щоб оцінити продукцію та заздалегідь перевірити маркетингову діяльність у реальних умовах до початку повномасштабної реалізації товару.

### Комерційна реалізація
Комерційна реалізація відповідає етапові впровадження ЖЦТ, включає реалізацію плану маркетингу та повномасштабного виробництва, вимагає і значних витрат, швидкого прийняття управлінських рішень.